# Rolf Dieter Heuer
Rolf Dieter Heuer (Bad Boll, Göppingen, Baden-Württemberg, 24 de mayo de 1948) es un físico y profesor alemán investigador de partículas y director general de la Organización Europea para la Investigación Nuclear comúnmente conocida como CERN desde 2009 hasta 2015.

## Biografía
Rolf Dieter Heuer estudió Física en la Universidad de Stuttgart. En 1977 se doctoró con un estudio sobre la cadena de desintegración del mesón J/ψ bajo la supervisión de Joachim Heintze.
Sus estudios postdoctorales incluyen el experimento JADE en el anillo de almacenamiento de electrones-positrones PETRA en DESY, y en 1984 el experimento OPAL en el CERN, siendo también portavoz del equipo OPAL durante muchos años.
Durante años Heuer enseñó Física Experimental en la Universidad de Hamburgo, volviendo a DESY en 1998. En 2004, Heuer fue nombrado director de Investigación en DESY.
En diciembre de 2007, el Consejo de Investigación del CERN anuncia que Heuer tomará posesión del cargo de director general del CERN a partir del 1 de enero de 2009, sustituyendo a Robert Aymar. En sus trabajos dentro del CERN una de sus máximas prioridades es la búsqueda del Bosón de Higgs.

## Premios
- El 15 de junio de 2011, Heuer fue investido Doctor honoris causa por la Universidad de Victoria.
- El 19 de julio de 2011, recibió el Doctor honoris causa por la Universidad de Liverpool. En su discurso habló sobre la necesidad de llevar la ciencia a todo el mundo.
- El 16 de diciembre de 2011, Heuer fue distinguido Doctor honoris causa por la Universidad de Birmingham.
- El 13 de junio de 2012, recibió el Doctor honoris causa por la Universidad de Glasgow.
- El 12 de noviembre de 2012, le fue otorgado el Premio Edison Volta.
- El 5 de diciembre de 2013, le fue concedida la Medalla Niels Bohr.